# Contatto (singolo Negramaro)
Contatto è un singolo del gruppo musicale italiano Negramaro, pubblicato il 9 ottobre 2020 come primo estratto dall'album omonimo.

## Descrizione
Il brano, scritto e composto dal frontman della band Giuliano Sangiorgi e prodotto dal tastierista Andrea Mariano, è stato descritto dal gruppo in un comunicato stampa:

## Accoglienza
Claudio Cabona di Rockol ha indicato come le sonorità del brano risultino «pop, in cui piano e tastiere, intrecciandosi con una parte più elettronica, formano l'ossatura», in cui la voce di Sangiorgi cavalca il suono e, sul finale, rimane spogliata dall'accompagnamento musicale, puntando ancora di più su un lato emozionale. Cecilia Uzzo di GQ Italia afferma che Contatto unisce «una ritmica pulsante con un'atmosfera sognante», apprezzando anch'ella la voce di Sangiorgi, accostata a «quella di un guru che rivela il segreto dell'esistenza».

## Video musicale
Il video, diretto da Trilathera, è stato reso disponibile in concomitanza dell'uscita del singolo attraverso il canale YouTube del gruppo.

## Tracce
Testi di Giuliano Sangiorgi, musiche di Giuliano Sangiorgi e Andrea Mariano.
1. Contatto – 3:14

## Classifiche
| Classifica (2020) | Posizione massima |
| ----------------- | ----------------- |
| Italia            | 42                |